# Лойтесдорф
Лойтесдорф (нім. Leutesdorf) — громада в Німеччині, розташована в землі Рейнланд-Пфальц. Входить до складу району Нойвід. Складова частина об'єднання громад Бад-Геннінген.
Площа — 10,79 км2. Населення становить 1716 ос. (станом на 31 грудня 2020).

## Галерея

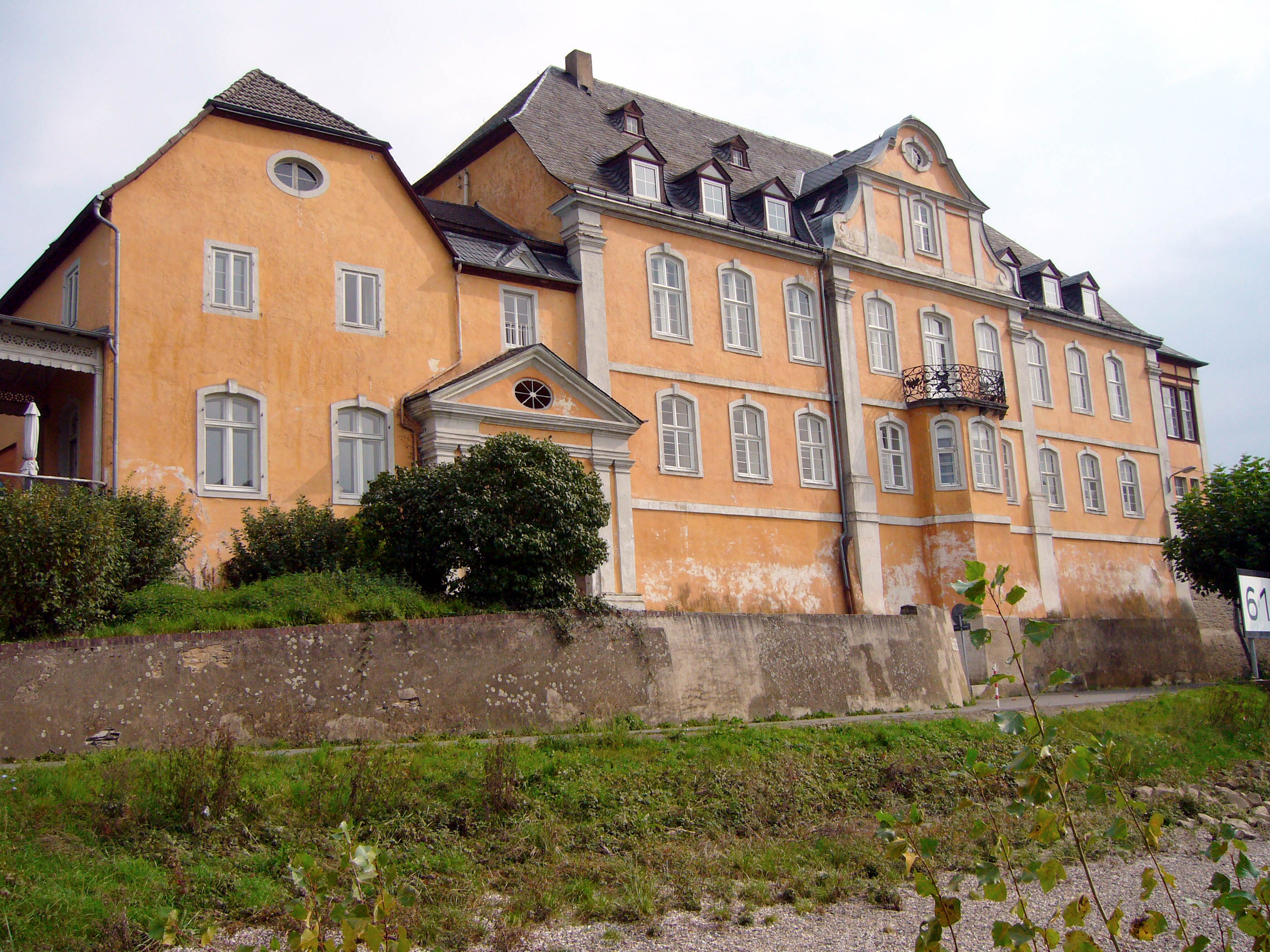
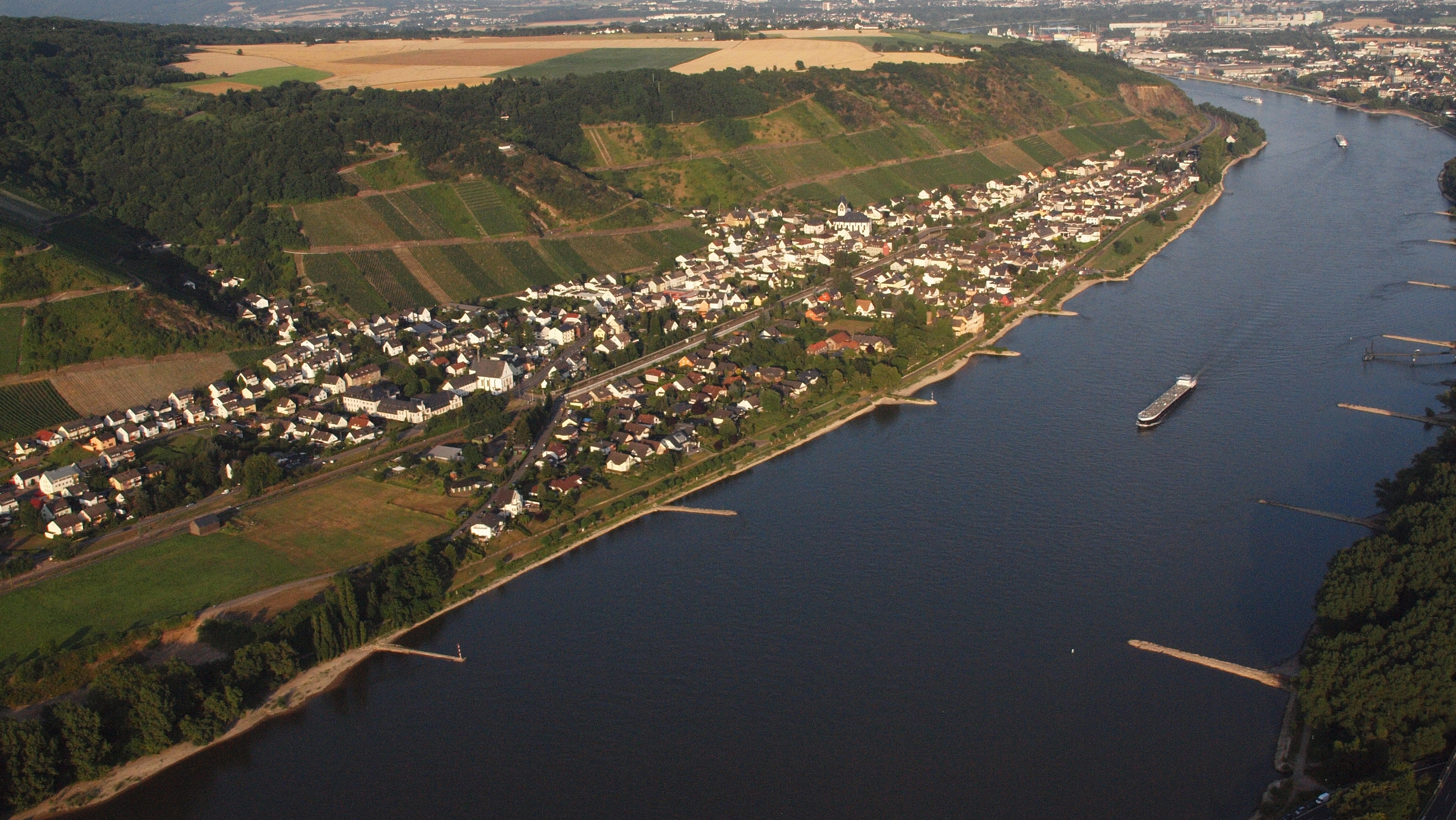
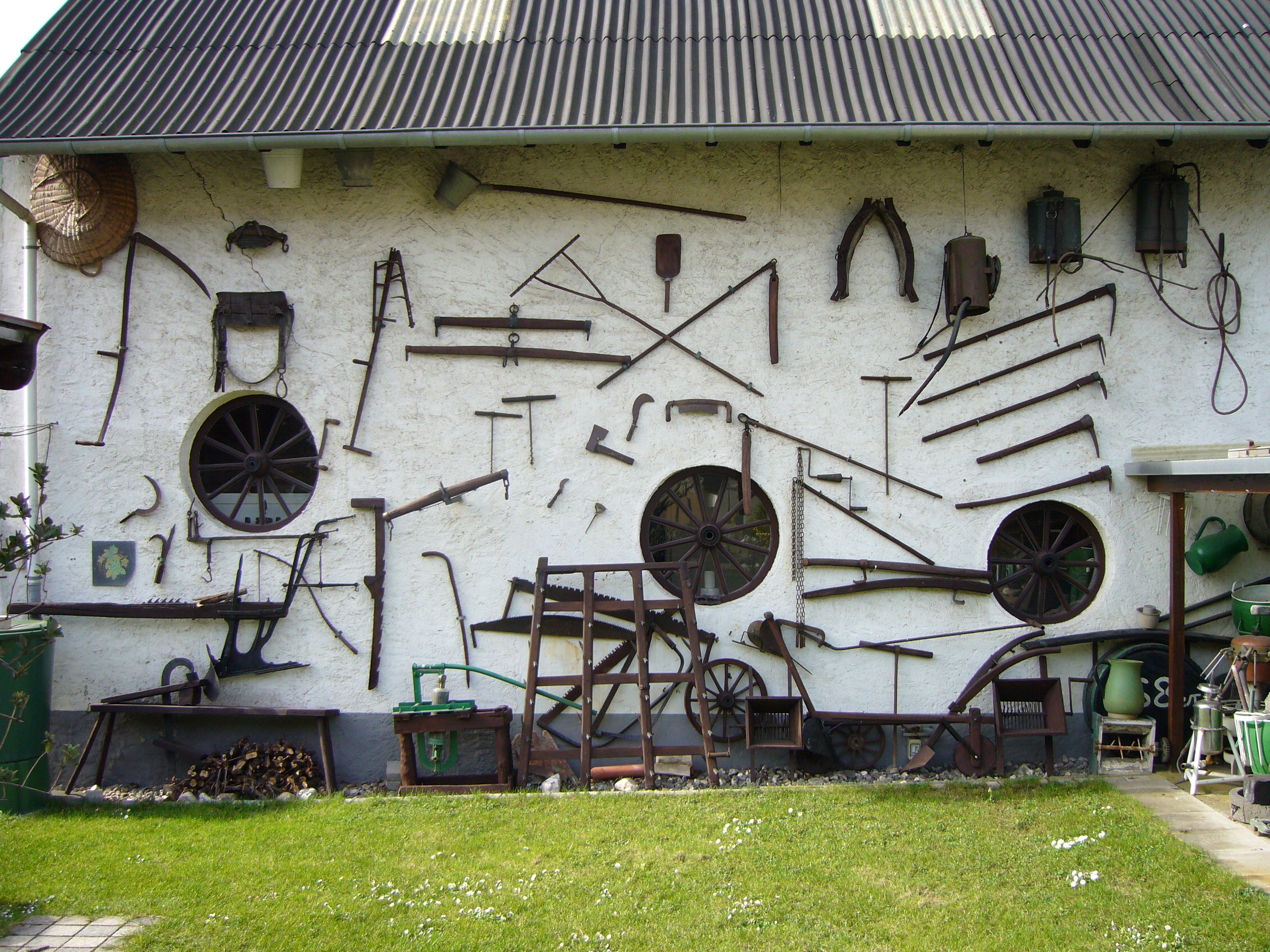
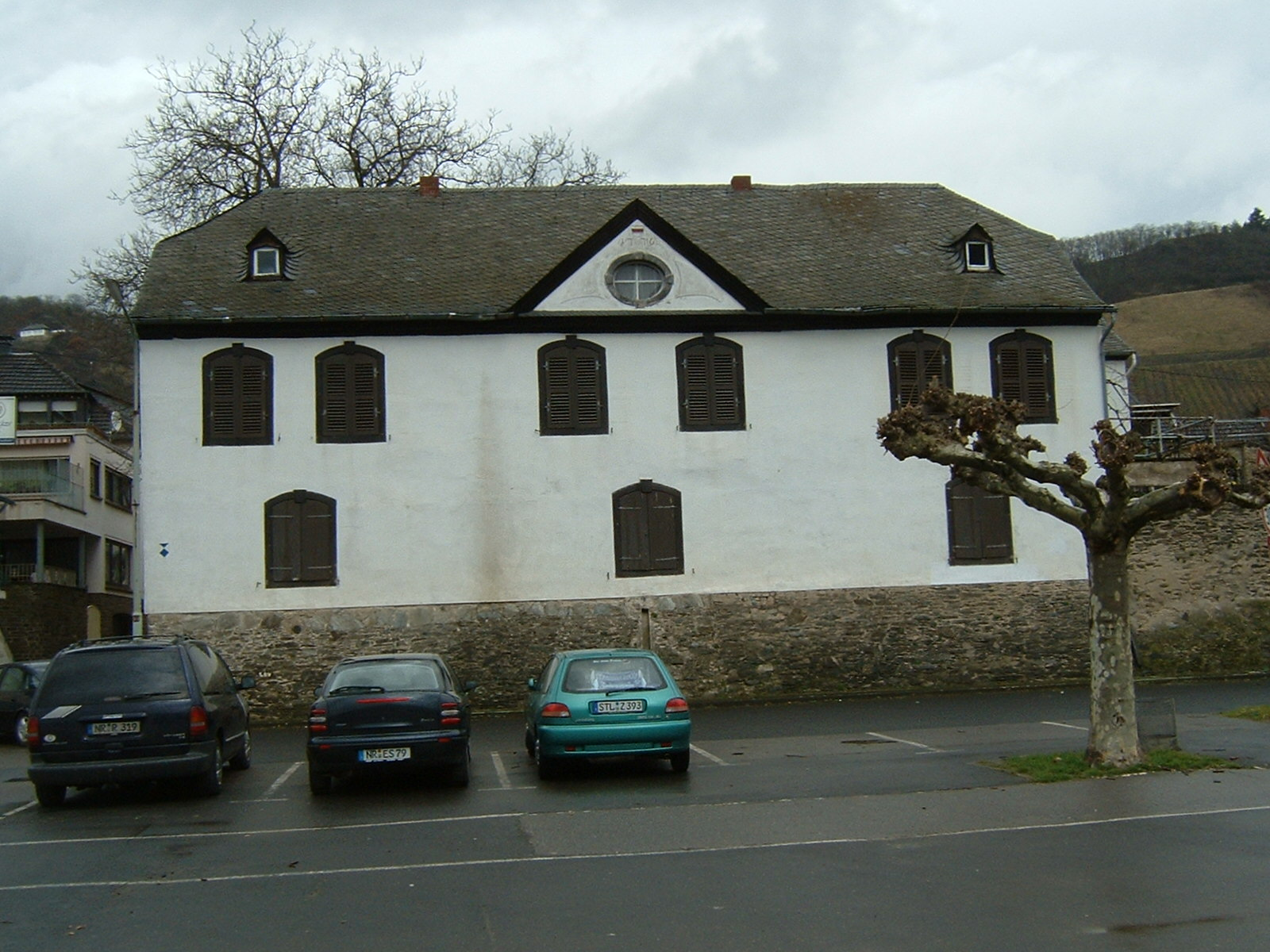
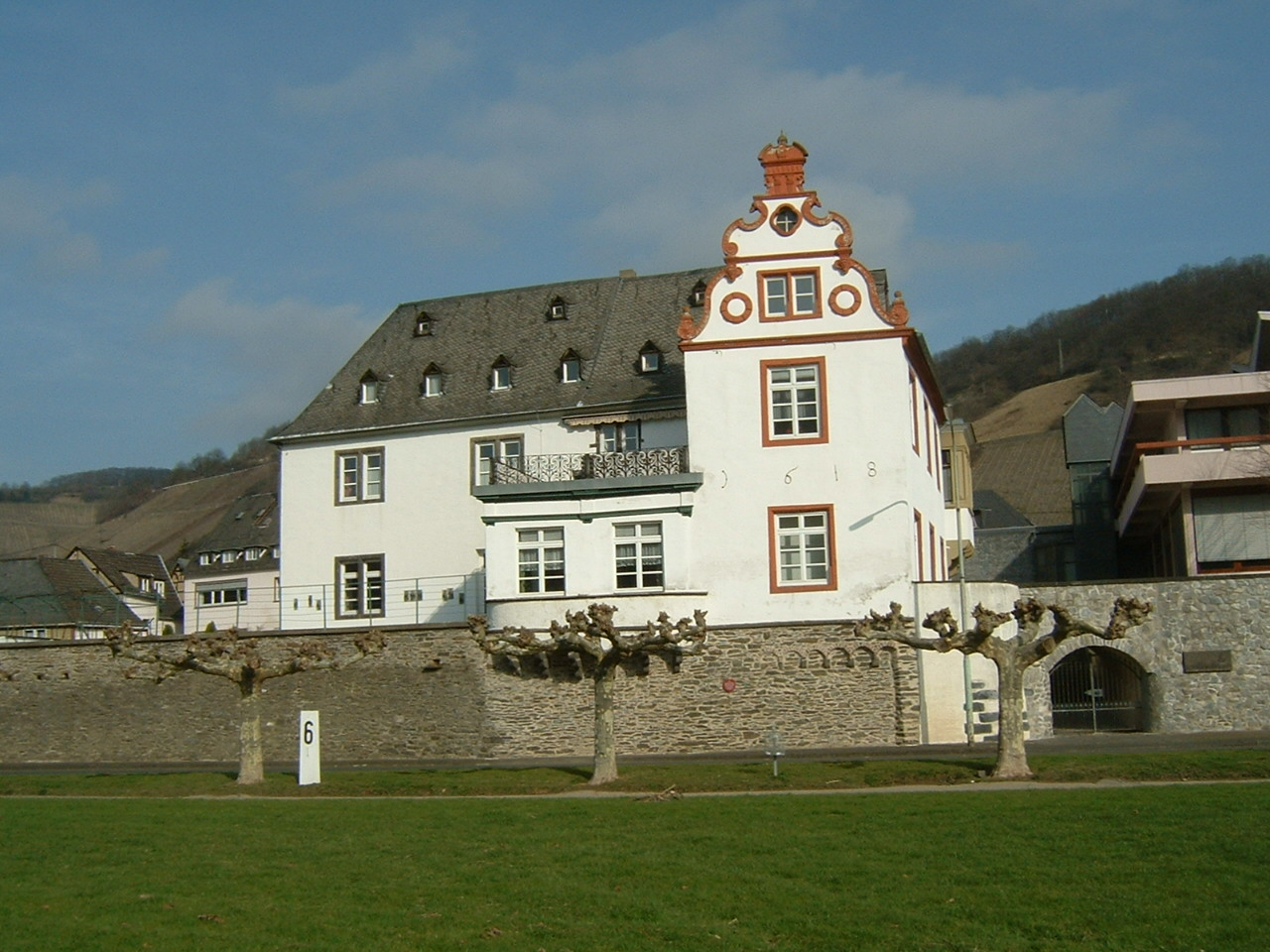
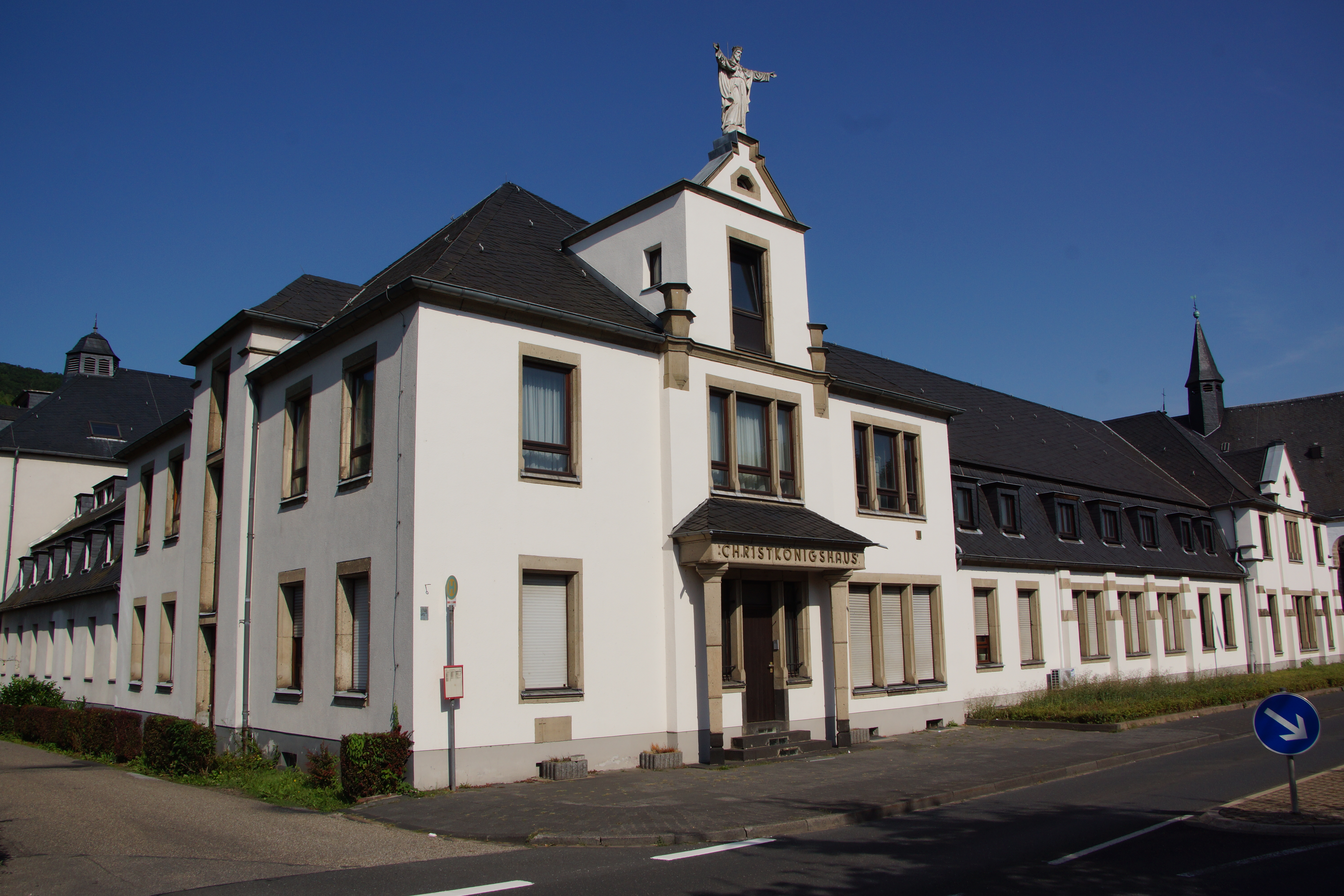